# Enlace de datos
En telecomunicaciones, un enlace de datos (en inglés: data link) es el medio de conexión entre dos lugares con el propósito de transmitir y recibir información. Puede hacer referencia a un conjunto de componentes electrónicos, que consisten en un transmisor y un receptor (dos piezas de un equipo terminal de datos) y el circuito de telecomunicación de datos de interconexión. Esto se rige por un protocolo de enlace que permite que los datos digitales puedan ser transferidos desde una fuente de datos a un receptor de datos.
Existen al menos tres configuraciones básicas para un enlace de datos:
- Símplex, todas las comunicaciones se realizan en una única dirección.
- Semidúplex, las comunicaciones se realizan en ambas direcciones, pero no al mismo tiempo.
- Dúplex, las comunicaciones se realizan en ambas direcciones simultáneamente.